# Arne Mortensen
Pour les articles homonymes, voir Mortensen.
Arne Mortensen, né le 14 décembre 1900 à Stavanger et mort le 28 février 1942, est un rameur d'aviron norvégien.
Il est médaillé de bronze olympique en 1920 à Anvers, à l'issue de la course de huit. 